# Hassen Ben Nasser
Hassen Ben Nasser, auch Hassen Ben Nasr (* 16. Dezember 1986) ist ein tunesischer Radrennfahrer.

## Sportliche Laufbahn
2005 wurde Hassen Ben Nasser Dritter der tunesischen Straßenmeisterschaft. Im Jahr darauf gewann er jeweils die Gesamtwertung der Tour de la Pharmacie Centrale und der Tour des Aéroports war er gleich dreimal erfolgreich und entschied auch die Gesamtwertung für sich.
2007 gewann er erneut die Gesamtwertung der Tour de la Pharmacie Centrale sowie zwei Etappen Tour des Aéroports; bei beiden Rennen gewann er auch 2008 jeweils zwei Etappen. Darüber hinaus entschied er 2007 die Gesamtwertung der UCI Africa Tour für sich. 2008 wurde er erstmals tunesischer Straßenmeister. Diesen Erfolg konnte er 2012 wiederholen, zudem gewann er 2014 und 2016 die nationale Meisterschaft im Einzelzeitfahren.

## Erfolge
2006
- Gesamtwertung Tour de la Pharmacie Centrale
- Gesamtwertung Tour des Aéroports

2007
- Gesamtwertung und zwei Etappen Tour de la Pharmacie Centrale
- zwei Etappen Tour des Aéroports
- Gesamtwertung UCI Africa Tour

2008
- zwei Etappen Tour de la Pharmacie Centrale
- Tunesischer Meister – Straßenrennen
- zwei Etappen Tour des Aéroports

2012
- Tunesischer Meister – Straßenrennen, Einzelzeitfahren

2014
- Tunesischer Meister – Einzelzeitfahren